# Christophe Rochus
Christophe Rochus, né le 15 décembre 1978 à Namur, est un joueur de tennis belge professionnel de 1996 à 2010.

## Carrière
Sa surface favorite est la terre battue. Il n'a remporté aucun titre en simple sur le circuit ATP, mais il en a gagné un en double avec le Français Julien Boutter. Il a également remporté 5 tournois Challenger en simple ainsi qu'un tournoi Future.
Christophe Rochus est passé par la section tennis-étude mise en place par l'Athénée Royal Marguerite Bervoets et le centre AFT de Mons. Il a fait partie de l'équipe de Belgique de Coupe Davis de 1999 à 2010. Disputant des rencontres de simple et de double, il compte six victoires pour 15 défaites dans la compétition.
Il est le frère aîné d'Olivier Rochus, un autre joueur de tennis belge. Tout comme son frère, Christophe Rochus est assez petit (1,70 m), ce qui ne l'avantage pas sur les courts.

## Palmarès

### Finales en simple messieurs
| No | Date       | Nom et lieu du tournoi                                     | Catégorie   | Dotation  | Surface      | Vainqueur           | Score    |          |
| -- | ---------- | ---------------------------------------------------------- | ----------- | --------- | ------------ | ------------------- | -------- | -------- |
| 1  | 28-04-2003 | CAM Open Comunidad Valenciana presented by Onofre, Valence | Int' Series | 375 000 $ | Terre (ext.) | Juan Carlos Ferrero | 6-2, 6-4 | Parcours |
| 2  | 20-02-2006 | ABN AMRO World Tennis Tournament, Rotterdam                | Series Gold | 900 000 $ | Dur (int.)   | Radek Štěpánek      | 6-0, 6-3 | Parcours |

### Titre en double messieurs
| No | Date       | Nom et lieu du tournoi  | Catégorie   | Dotation  | Surface    | Partenaire     | Finalistes                   | Score    |          |
| -- | ---------- | ----------------------- | ----------- | --------- | ---------- | -------------- | ---------------------------- | -------- | -------- |
| 1  | 03-01-2000 | Gold Flake Open Chennai | Int' Series | 405 000 $ | Dur (ext.) | Julien Boutter | Saurav Panja Prahlad Srinath | 7-5, 6-1 | Parcours |

### Finales en double messieurs
| No | Date       | Nom et lieu du tournoi     | Catégorie   | Dotation  | Surface      | Vainqueurs                | Partenaire     | Score            |          |
| -- | ---------- | -------------------------- | ----------- | --------- | ------------ | ------------------------- | -------------- | ---------------- | -------- |
| 1  | 25-07-2005 | Generali Open Kitzbühel    | Series Gold | 735 000 $ | Terre (ext.) | Leoš Friedl Andrei Pavel  | Olivier Rochus | 6-2, 65-7, 6-0   | Parcours |
| 2  | 02-01-2006 | Qatar ExxonMobil Open Doha | Int' Series | 975 000 $ | Dur (ext.)   | Jonas Björkman Max Mirnyi | Olivier Rochus | 2-6, 6-3, [10-8] | Parcours |

## Titres en Challenger
- 2000 :  Poznań (100 000 $)
- 2001 :  Venise (100 000 $)
- 2005 :  Luxembourg (127 500 €)
- 2008 :  Saint-Brieuc (30 000 €),  Zagreb (50 000 $)

## Parcours dans les tournois duGrand Chelem

### En simple
| Année | Open d'Australie | Open d'Australie | Internationaux de France | Internationaux de France | Wimbledon       | Wimbledon        | US Open         | US Open       |
| ----- | ---------------- | ---------------- | ------------------------ | ------------------------ | --------------- | ---------------- | --------------- | ------------- |
| 1999  | —                | —                | 1er tour (1/64)          | A. Di Pasquale           | —               | —                | —               | —             |
| 2000  | 1/8 de finale    | I. Kafelnikov    | 1er tour (1/64)          | T. Enqvist               | 2e tour (1/32)  | S. Schalken      | 1er tour (1/64) | J. Gimelstob  |
| 2001  | 3e tour (1/16)   | D. Hrbatý        | 1er tour (1/64)          | G. Cañas                 | 1er tour (1/64) | R. Federer       | 2e tour (1/32)  | P. Rafter     |
| 2002  | 2e tour (1/32)   | M. Safin         | 1er tour (1/64)          | A. Hadad                 | 1er tour (1/64) | O. Rochus        | —               | —             |
| 2003  | 2e tour (1/32)   | N. Escudé        | 2e tour (1/32)           | Y. El Aynaoui            | 1er tour (1/64) | S. Koubek        | 1er tour (1/64) | J. van Lottum |
| 2004  | 1er tour (1/64)  | A. Calleri       | 2e tour (1/32)           | A. Costa                 | 1er tour (1/64) | M. Philippoussis | —               | —             |
| 2005  | 2e tour (1/32)   | N. Davydenko     | 1er tour (1/64)          | T. Behrend               | 1er tour (1/64) | L. Hewitt        | 1er tour (1/64) | P. Wessels    |
| 2006  | 1er tour (1/64)  | K. Vliegen       | 2e tour (1/32)           | R. Ramírez               | 1er tour (1/64) | J. Gimelstob     | 1er tour (1/64) | M. Gicquel    |
| 2007  | 1er tour (1/64)  | S. Grosjean      | 1er tour (1/64)          | S. Koubek                | —               | —                | —               | —             |
| 2008  | —                | —                | —                        | —                        | 1er tour (1/64) | J. Blake         | —               | —             |
| 2009  | 1er tour (1/64)  | R. Nadal         | 3e tour (1/16)           | J.-W. Tsonga             | 1er tour (1/64) | P. Cuevas        | 1er tour (1/64) | M. Ilhan      |
| 2010  | 1er tour (1/64)  | D. Young         | —                        | —                        | —               | —                | —               | —             |

N.B. : à droite du résultat se trouve le nom de l'ultime adversaire.

### En double
| Année | Open d'Australie           | Open d'Australie       | Internationaux de France  | Internationaux de France  | Wimbledon                   | Wimbledon              | US Open                     | US Open                 |
| ----- | -------------------------- | ---------------------- | ------------------------- | ------------------------- | --------------------------- | ---------------------- | --------------------------- | ----------------------- |
| 2005  | —                          | —                      | 1er tour (1/32) G. Müller | T. Cibulec M. Fyrstenberg | 1er tour (1/32) G. Müller   | X. Malisse O. Rochus   | 1er tour (1/32) S. Wawrinka | I. Andreev N. Davydenko |
| 2006  | 1/8 de finale S. Wawrinka  | A. Fisher J. Gimelstob | 1er tour (1/32) G. Müller | M. Bhupathi X. Malisse    | 1er tour (1/32) S. Wawrinka | J. Goodall R. Hutchins | 1er tour (1/32) F. López    | W. Arthurs J. Gimelstob |
| 2007  | —                          | —                      | —                         | —                         | —                           | —                      | —                           | —                       |
| 2008  | —                          | —                      | —                         | —                         | —                           | —                      | —                           | —                       |
| 2009  | 1er tour (1/32) S. Darcis  | F. Fognini I. Ljubičić | 2e tour (1/16) J. Hernych | W. Moodie D. Norman       | 1er tour (1/32) N. Devilder | J. Delgado J. Marray   | 1er tour (1/32) D. Köllerer | M. Melo A. Sá           |
| 2010  | 1er tour (1/32) P. Lorenzi | K. Hensel G. Jones     | —                         | —                         | —                           | —                      | —                           | —                       |

N.B. : le nom du ou de la partenaire se trouve sous le résultat ; le nom des ultimes adversaires se trouve à droite.

## Parcours dans lesMasters 1000
| Année | Indian Wells           | Miami                     | Monte-Carlo            | Rome             | Hambourg puis Madrid  | Canada            | Cincinnati        | Stuttgart puis Madrid puis Shanghai | Paris                     |
| ----- | ---------------------- | ------------------------- | ---------------------- | ---------------- | --------------------- | ----------------- | ----------------- | ----------------------------------- | ------------------------- |
| 2000  | —                      | 2e tour D. Hrbatý         | —                      | —                | —                     | —                 | —                 | —                                   | 1er tour T. Haas          |
| 2001  | —                      | —                         | —                      | —                | —                     | —                 | —                 | —                                   | 1/8 de finale S. Grosjean |
| 2002  | —                      | 1er tour F. González      | —                      | —                | —                     | —                 | —                 | —                                   | —                         |
| 2003  | —                      | 1er tour V. Spadea        | —                      | —                | —                     | —                 | —                 | 1er tour V. Spadea                  | —                         |
| 2004  | —                      | —                         | —                      | —                | —                     | —                 | —                 | —                                   | 2e tour N. Massú          |
| 2005  | —                      | 1er tour M. Philippoussis | 1er tour G. Gaudio     | —                | 1/2 finale R. Gasquet | 1er tour A. Pavel | 1er tour L. Horna | 2e tour G. Coria                    | 1er tour K. Vliegen       |
| 2006  | 1er tour J. Björkman   | 1/8 de finale I. Ljubičić | 1er tour B. Balleret   | —                | 2e tour J. Nieminen   | —                 | —                 | —                                   | 2e tour N. Davydenko      |
| 2007  | 1er tour S. Querrey    | 1er tour F. Santoro       | —                      | —                | —                     | —                 | —                 | —                                   | —                         |
| 2008  | —                      | —                         | —                      | —                | —                     | —                 | —                 | —                                   | —                         |
| 2009  | 1er tour J. Isner      | 1er tour A. Calleri       | 1er tour J.-R. Lisnard | 2e tour M. Čilić | —                     | —                 | —                 | —                                   | —                         |
| 2010  | 1er tour P. Petzschner | 1er tour D. Köllerer      | —                      | —                | 1er tour J. Isner     | —                 | —                 | —                                   | —                         |

N.B. : sous le résultat se trouve le nom de l’ultime adversaire.

## Télévision
Il fait une apparition à la télévision sur RTL TVI en janvier 2023, dans la deuxième saison du jeu Les Traîtres.